# 코크 (건축재료)

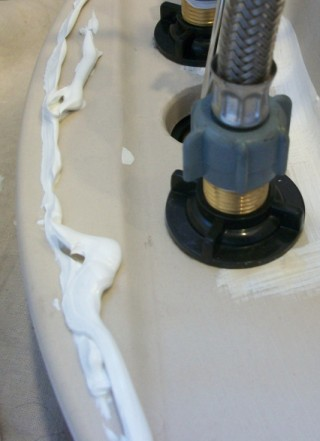
코크 기반 실리콘

코크(caulk) 또는 코킹(caulking)은 다양한 구조물 및 배관에서 누출에 대비하여 조인트 또는 솔기를 밀봉하는 데 사용되는 재료이다.
가장 오래된 형태의 코크는 나무 보트나 선박의 판자 사이에 있는 쐐기 모양의 이음새에 박힌 섬유질 재료로 구성되었다. 이전에는 주철 하수관도 비슷한 방식으로 코킹되었다. 선박과 보일러의 리벳 이음새는 이전에는 금속을 망치로 두드려 밀봉했다.
현대식 코킹 컴파운드는 건물 및 기타 구조물의 틈을 물, 공기, 먼지, 곤충으로부터 막거나 방화 구성 요소로 사용하는 유연한 밀봉 컴파운드이다. 터널링 산업에서 코킹은 일반적으로 콘크리트를 사용하여 부분 프리캐스트 콘크리트 터널의 조인트를 밀봉하는 것이다.